# Willughbeia tenuiflora
Willughbeia tenuiflora är en oleanderväxtart som beskrevs av William Turner Thiselton Dyer. Willughbeia tenuiflora ingår i släktet Willughbeia och familjen oleanderväxter. Inga underarter finns listade i Catalogue of Life.